# Scots
|  | No s'ha de confondre amb gaèlic escocès o anglès escocès. |

L’escocès o escocès de les terres baixes (de manera nadiua scots o lallans) és una llengua parlada a bona part d'Escòcia (les Lowlands o terres baixes d'Escòcia) i en algunes parts de la República d'Irlanda i d'Irlanda del Nord, on rep el nom d'Ulster Scots. És una llengua germànica occidental d'arrel anglosaxona que no s'ha de confondre amb el gaèlic escocès o amb el dialecte de la llengua anglesa parlat a Escòcia.
El seu parentiu més pròxim, el té en l'anglès i el frisó, amb les quals forma el subgrup de les llengües anglofrísies. Hi ha diverses opinions pel que fa a la consideració de l'escocès com a llengua diferent o varietat de l'anglès, ja que actualment existeix en un continu diglòssic en el qual la llengua escrita és l'anglès escocès.
El govern escocès reconeix la llengua com a llengua indígena d'Escòcia, juntament amb el gaèlic escocès, a la vegada que és reconeguda com a llengua minoritària d'Europa i classificada com a llengua vulnerable per la UNESCO. Segons el cens de 2011, 1,5 milions d'escocesos saben parlar-la.

## Nom
Els natius es refereixen a la llengua adés com a braid Scots ("escocès general") o simplement fan servir el nom del dialecte que parlen per a referir-s'hi, com ara Doric o Buchan Claik. El nom Scotch, manllevat de l'anglès, a cops es fa servir a Ulster. Lallans, nom derivat del mot lawlands (terres baixes), també es fa servir, tot i que en la majoria de contextos per a fer referència a una varietat literària. A Irlanda, la llengua es coneix pel nom d'Ulster-Scots o bé Ullans, que és un portmanteau d'Ulster i Lallans.

## Estatus oficial
No té estatut oficial en cap dels països on es parla. Malgrat això, el Regne Unit ha acceptat l'escocès com a llengua regional i l'ha reconegut com a tal sota la Carta Europea de les Llengües Regionals o Minoritàries.

## Dialectes
N'hi ha diversos dialectes diferenciables:
- Escocès del nord, parlat al nord de Dundee.
- Escocès del nord-est, parlat a Nairn, Moray, Banff, Buchan i Aberdeen.
- Escocès central de l'est.
- Escocès central de l'oest.
- Escocès central del sud.
- Escocès del sud, parlat a la zona fronterera entre Escòcia i Anglaterra (els borders).
- Escocès insular, parlat a les illes Òrcades i Shetland.
- Escocès de l'Ulster, parlat a Irlanda del Nord pels descendents dels immigrants escocesos. De vegades referit pel neologisme Ullans, com a unió entre Ulster i Lallans.